# Nannastacus pectinatus
Nannastacus pectinatus är en kräftdjursart som beskrevs av Gamo 1962. Nannastacus pectinatus ingår i släktet Nannastacus och familjen Nannastacidae. Inga underarter finns listade i Catalogue of Life.